# متلازمة ستيفنس جونسون
متلازمة ستيفنس جونسون (بالإنجليزية: Stevens–Johnson syndrome)‏، وتقشر الأنسجة المتموتة البشروية التسممي (بالإنجليزية: Toxic epidermal necrolysis)‏، هي عوارض جلدية نادرة ومهددة للحياة، تظهر نتيجة لتناول الدواء.
يتمثل المصطلح تقشر الانسجة المتموتة البشروية التسممي، بتفاعل جلدي مع درجة انفصال كبيرة للجلد، أكثر من %30 من مساحة الجلد؛ بينما متلازمة ستيفن جونسون هي تفاعل جلدي مع درجة انفصال جلدي اقل من %10 من مساحة الجلد. بالإضافة لذلك، هنالك الدرجة المتوسطة، المتمثلة بتداخل بين متلازمة ستيفن جونسون و تقشر الانسجة المتموتة البشروية التسممي، حيث تكون درجة الانفصال الجلدي ما بين 10 % - 30 %.
ان نسبة حدوث هذه التفاعلات الجلدية نادرة، حيث تصيب 1 من كل مليون شخص سنويا؛ بينما هي أكبر بـ 1000 مرة، وسط مرضى الايدز.
يحدث انفصال الجلد وظهور الحويصلات بمتلازمة ستيفن جونسون وتقشر الانسجة المتموتة البشروية التسممي، بسبب موت الخلايا في الطبقة العليا من الجلد (Epidermis - ظهارة). يحدث موت الخلايا نتيجة لعمليات معقدة، ناجمة عن عمل جهاز المناعة.
ان العوامل الاساسية التي تستطيع تخمين مال هذه التفاعلات، هي مدى انفصال الجلد وعمر المريض؛ وقد وجد بالإضافة لذلك، ان التوقف الفوري عن تناول الادوية المسببة لمتلازمة ستيفن جونسون وتقشر الانسجة المتموتة البشروية التسممي، من شانه التقليل من معدل الوفيات.

## العلامات والأعراض
عادة ما تبدأ المتلازمة بالحمى والتهاب الحلق والتعب، والذي عادة ما يتم تشخيصه بشكل خاطئ وبالتالي يتم علاجه بالمضادات الحيوية. غالبًا ما تنذر المتلازمة بالحمى والتهاب الحلق والسعال وحرق العينين لمدة يوم إلى 3 أيام. غالبًا ما يعاني المرضى الذين يعانون من هذه الاضطرابات من ألم حارق في جلدهم في بداية المرض. تبدأ القرح والآفات الأخرى في الظهور في الأغشية المخاطية، غالبًا في الفم والشفتين، ولكن أيضًا في مناطق الأعضاء التناسلية والشرجية. وعادة ما تكون تلك الموجودة في الفم مؤلمة للغاية وتقلل من قدرة المريض على الأكل أو الشرب. يحدث التهاب الملتحمة في حوالي 30٪ من الأطفال. يظهر طفح جلدي من الآفات الدائرية التي يبلغ عرضها حوالي بوصة واحدة على الوجه والجذع والذراعين والساقين وباطن القدمين، ولكن ليس عادةً فروة الرأس.

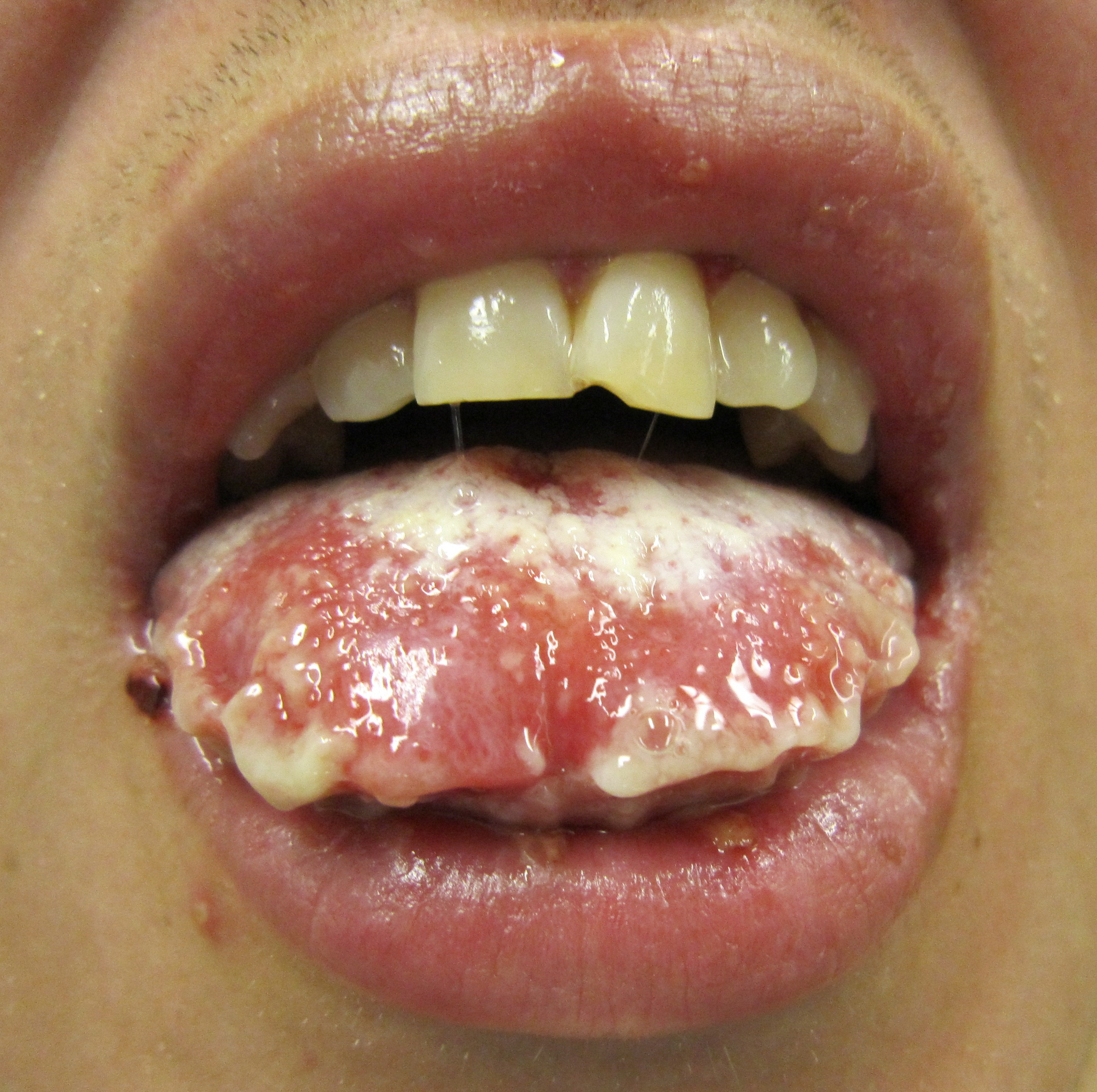
تقشر الغشاء المخاطي في شخص مصاب بمتلازمة ستيفنز جونسون
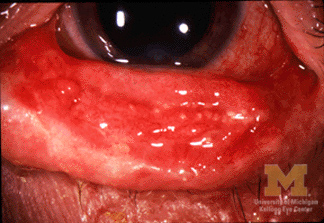
التهاب الملتحمة في شخص مصاب بمتلازمة ستيفنز جونسون

## الأسباب
يُعتقد أن متلازمة ستيفنس جونسون ينشأ من اضطراب في جهاز المناعة. يمكن أن يحدث رد الفعل المناعي عن طريق الأدوية أو العدوى. ترتبط العوامل الوراثية بالاستعداد لمتلازمة ستيفنس جونسون. سبب متلازمة ستيفنس جونسون غير معروف في ربع إلى نصف الحالات. تعتبر المتلازمة مرضًا واحدًا له أسباب وآليات شائعة.

### الأدوية
على الرغم من أن متلازمة ستيفنس جونسون يمكن أن يكون سببها عدوى فيروسية وأورام خبيثة، فإن السبب الرئيسي هو الأدوية. يبدو أن السبب الرئيسي هو استخدام المضادات الحيوية، وخاصة أدوية السلفا. قد يترافق ما بين 100 و 200 دواء مختلف مع متلازمة ستيفنس جونسون. لا يوجد اختبار موثوق به لتحديد الصلة بين دواء معين و متلازمة ستيفنس جونسون لحالة فردية. يعتمد تحديد سبب الدواء على الفترة الزمنية بين أول استخدام للدواء وبداية تفاعل الجلد. من غير المرجح أن تتسبب الأدوية التي تم إيقافها لأكثر من شهر قبل ظهور النتائج الجسدية الجلدية المخاطية في حدوث متلازمة ستيفنس جونسون. غالبًا ما تبدأ متلازمة ستيفنس جونسون بين 4 و 28 يومًا بعد تناول الدواء المتسبب.
قد يكون سبب متلازمة ستيفنس جونسون هو أدوية ريفاروكسابان، فانكومايسين، ألوبيورينول، فالبروات، ليفوفلوكساسين، ديكلوفيناك، إيترافيريني، آيزوتريتينوين، فلوكونازول، فالديكوكسيب، سيتاجليبتين، أوسيلتاميفير، بنسلين، باربيتوربيتور، مودافينيل، لاموتريجين، نيفاربين، بيريميثامين، إيبوبروفين، إيثوسكسيميد، كاربامازيبين، بوبروبيون، تيلابريفير، ونيستاتين.
مضادات الالتهاب غير الستيروئيدية هي سبب نادر لمتلازمة ستيفنس جونسون في البالغين. يكون الخطر أكبر بالنسبة للمرضى الأكبر سنًا والنساء وأولئك الذين يبدؤون العلاج. عادة ، تظهر أعراض متلازمة ستيفنس جونسون التي يسببها الدواء في غضون أسبوع من بدء الدواء. على غرار مضادات الالتهاب غير الستيروئيدية، تسبب الباراسيتامول أيضًا في حالات نادرة من متلازمة ستيفنس جونسون. الأشخاص المصابون بالذئبة الحمامية الجهازية أو عدوى فيروس العوز المناعي البشري هم أكثر عرضة للإصابة بمتلازمة ساجاسا التي يسببها العقاقير.

### الالتهابات
السبب الثاني الأكثر شيوعًا لمتلازمة ستيفنس جونسون و انحلال البشرة السمي هو العدوى، خاصة عند الأطفال. ويشمل ذلك التهابات الجهاز التنفسي العلوي، والتهاب الأذن الوسطى، والتهاب البلعوم، وفيروس إبشتاين بار، وعدوى المفطورة الرئوية والفيروس المضخم للخلايا. إن الاستخدام الروتيني للأدوية مثل المضادات الحيوية وخافضات الحرارة والمسكنات لإدارة العدوى يمكن أن يجعل من الصعب تحديد ما إذا كانت الحالات ناجمة عن العدوى أو الأدوية التي تم تناولها.
تشمل الأمراض الفيروسية التي تم الإبلاغ عنها لتسبب متلازمة ستيفنس جونسون: فيروس الهربس البسيط، والإيدز، وفيروس كوكساكي، والأنفلونزا، والتهاب الكبد، والنكاف.
في حالات الأطفال، ارتبط فيروس فيروس إبشتاين بار والفيروسات المعوية بمتلازمة ستيفنس جونسون.
تم الإبلاغ عن التهابات الجهاز التنفسي العلوي الأخيرة من قبل أكثر من نصف المرضى الذين يعانون من متلازمة ستيفنس جونسون.
تشمل الالتهابات البكتيرية المرتبطة بمتلازمة ستيفنس جونسون العقدية المقيحة، والدفتيريا، وداء البروسيلات، وورم حبيبي ليمفي منقول جنسيا، والمتفطرات، والمفطورة الرئوية، والحمى النمشية، والداء التوليري، والتيفوئيد.

## التشخيص
يعتمد التشخيص على إصابة أقل من 10٪ من الجلد. يُعرف باسم انحلال البشرة السمي عندما يكون أكثر من 30٪ من الجلد مصاباً ويكون شكلًا وسيطًا بنسبة 10 إلى 30٪. إن علامة نيكولسكي الإيجابية مفيدة في تشخيص متلازمة ستيفنس جونسون و انحلال البشرة السمي. تعتبر خزعة الجلد مفيدة، ولكنها ليست ضرورية، لتحديد تشخيص متلازمة ستيفنس جونسون و انحلال البشرة السمي.

### علم الأمراض
متلازمة ستيفنس جونسون، مثل انحلال البشرة السمي و الحمامي عديدة الأشكال، تتميز بنخر البشرة المتكدس مع الحد الأدنى من الالتهاب المصاحب. تظهر الحدة من نمط مثيل نسج السلة من الطبقة المتقرنة.

## العلاج
في البداية، يكون العلاج مشابهًا لعلاج المرضى الذين يعانون من الحروق الحرارية، ويمكن أن تكون الرعاية المستمرة داعمة فقط (مثل السوائل الوريدية والتغذية الأنفية المعوية أو الوريدية) والأعراض (على سبيل المثال، غسول الفم المسكن لقرحة الفم). يميل أطباء الجلد والجراحون إلى الاختلاف حول ما إذا كان يجب تنضير الجلد.
بخلاف هذا النوع من الرعاية الداعمة، لا يتم قبول أي علاج لمتلازمة ستيفنس جونسون. العلاج بالكورتيكوستيرويدات مثير للجدل. أشارت الدراسات المبكرة بأثر رجعي إلى زيادة الكورتيكوستيرويدات في المستشفى ومعدلات المضاعفات. لم يتم إجراء أي تجارب عشوائية من الستيرويدات القشرية لمتلازمة ستيفنس جونسون، ويمكن إدارتها بنجاح بدونها.
تم استخدام عوامل أخرى، بما في ذلك سيكلوفوسفاميد وسيكلوسبورين، ولكن لم يُظهر أي منها نجاحًا علاجيًا كبيرًا. أظهر علاج الغلوبولين المناعي الوريدي بعض الأمل في تقليل مدة التفاعل وتحسين الأعراض. تشمل التدابير الداعمة الشائعة الأخرى استخدام المسكنات والمطهرات الموضعية، والحفاظ على بيئة دافئة، والمسكنات الوريدية.